# Diamant (Zeichnungsmuster)

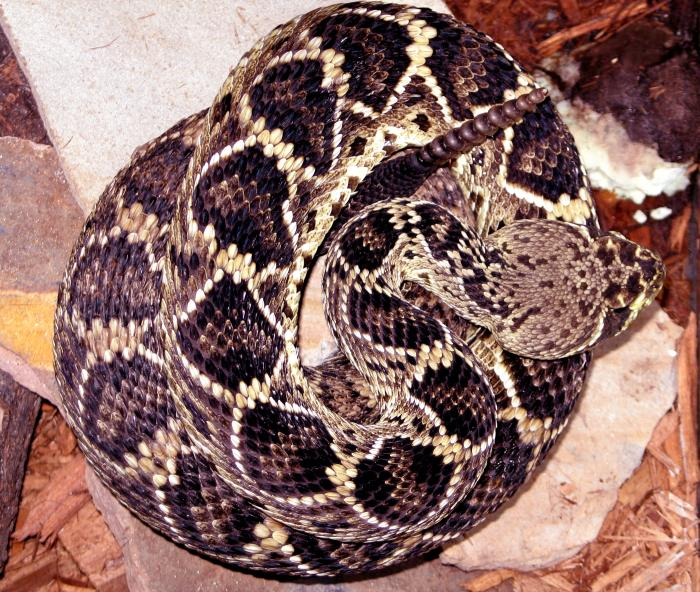
Diamant-Klapperschlange mit auffälligen Diamanten auf dem Rücken

Als Diamanten werden spezielle Ausprägungen in der Körperzeichnung von Reptilien bezeichnet, insbesondere der von Schlangen. Es handelt sich dabei um meist große, das Muster der Schlange dominierende Rautenflecken, die sich als Reihe entweder über den Rücken oder die Flanken des Tieres ziehen. Der typische Diamant ist regelmäßig geformt und von einer Schuppenreihe in einer Kontrastfarbe umrandet, zum Zentrum hin können Diamanten heller oder dunkler werden.
Die Diamanten dienen den Schlangen ebenso wie die meisten anderen Zeichnungselemente vor allem zur Tarnung im Unterholz oder Laub. Entsprechend findet man sie vor allem bei waldlebenden Schlangenarten wie der Gabunviper (Bitis gabonica), dem Buschmeister (Lachesis muta). Für die Diamant-Klapperschlange (Crotalus adamanteus) ist die charakteristische Rückenzeichnung namensgebend.